# 330
| [ Edytuj tabelę ] |                                                |
| Król Aksum        | - 320 Ezana 360                                |
| Król Armenii      | - 287 Tiridates III 330 - 330 Chosroes II 338  |
| Władca Guptów     | - 320 Ćandragupta I 330 - 330 Samudragupta 375 |
| Władca Korei      | - 300 Mich’ŏn 331                              |
| Papież            | - 314 Sylwester I 335                          |
| Król Persji       | - 309 Szapur II 379                            |
| Cesarz Rzymu      | - 306 Konstantyn Wielki 337                    |

Rok 330 / CCCXXX
stulecia: III wiek ~
IV wiek ~
V wiek

lata: 320 «
325 «
326 «
327 «
328 «
329 «
330
» 331
» 332
» 333
» 334
» 335
» 340

## Wydarzenia
- 11 maja – Cesarz Konstantyn Wielki poświęcił Kolumnę Konstantyna oraz nową rezydencję cesarską w Konstantynopolu. Władca Spędził 4 lata rozbudowując miasto Bizancjum, wybierając miejsce na jego strategiczne położenie nad Bosforem. Miasto później zostało stolicą Wschodniego Cesarstwa Rzymskiego. Uroczystości, na których ceremoniał chrześcijański mieszał się z pogańskim, trwały czternaście dni.
- Stolica Cesarstwa rzymskiego została przeniesiona do Konstantynopola.
- Goci niszczą miasto Tanais w delcie rzeki Don.
- Ezana, król Aksum, rozszerza swój obszar kontroli na zachód. Pokonuje Nobatów i niszczy królestwo Meroe.
- Frumencjusz z Aksum zostaje pierwszym biskupem Etiopii (przybliżona data).
- Eustacjusz, Patriarcha Antiochii, zostaje wygnany do Trajanopolis
- Biblia została przetłumaczona na język gocki przez Wulfilę.
- Pogańskie świątynie zaczynają być stopniowo porzucane, niszczone lub popadają w ruinę, z wyjątkiem tych, które są przekształcane w kościoły.

## Urodzili się
- Bazyli Wielki, grecki nauczyciel Kościoła (data sporna lub przybliżona) (zm. 379)
- Ammianus Marcellinus przedstawiciel historiografii antycznej (zm. po 392),
- Mojżesz Etiopczyk, chrześcijański mnich (zm. 405)
- Makryna Młodsza, mniszka, święta Kościoła katolickiego i prawosławnego (zm. 379 lub 380)
- Wiktryk z Rouen, przypuszczalny rzymski legionista tytułowany victrix, ósmy biskup Rouen (data przybliżona) (zm. ok. 410 lub 417))
- Yang Xi, chiński uczony i kaligraf (zm. 386)

## Zmarli

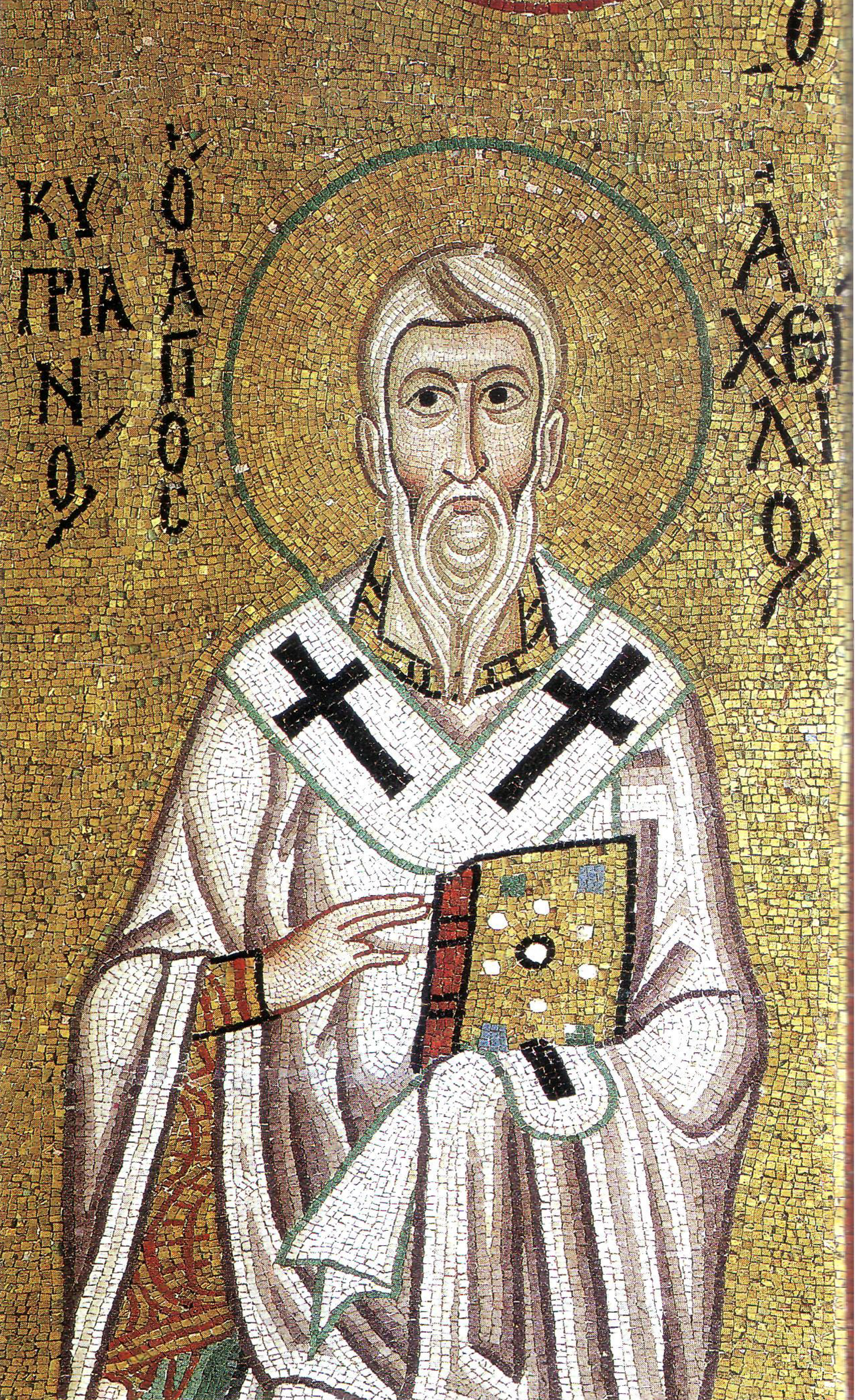
Św. Achilles z Larisy

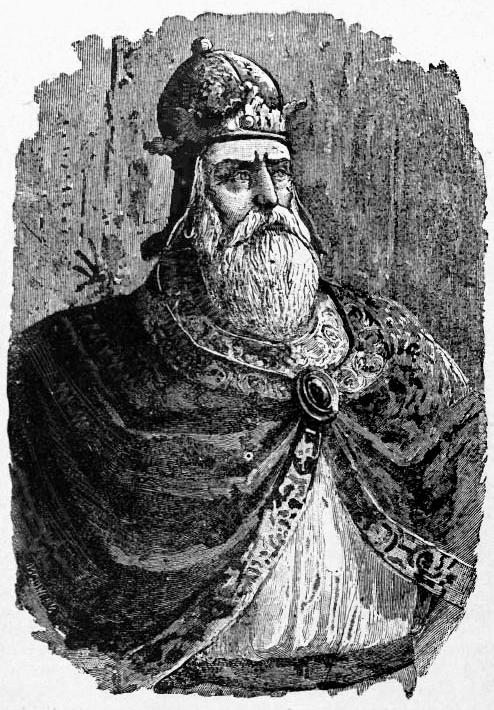
Święty Tiridates III

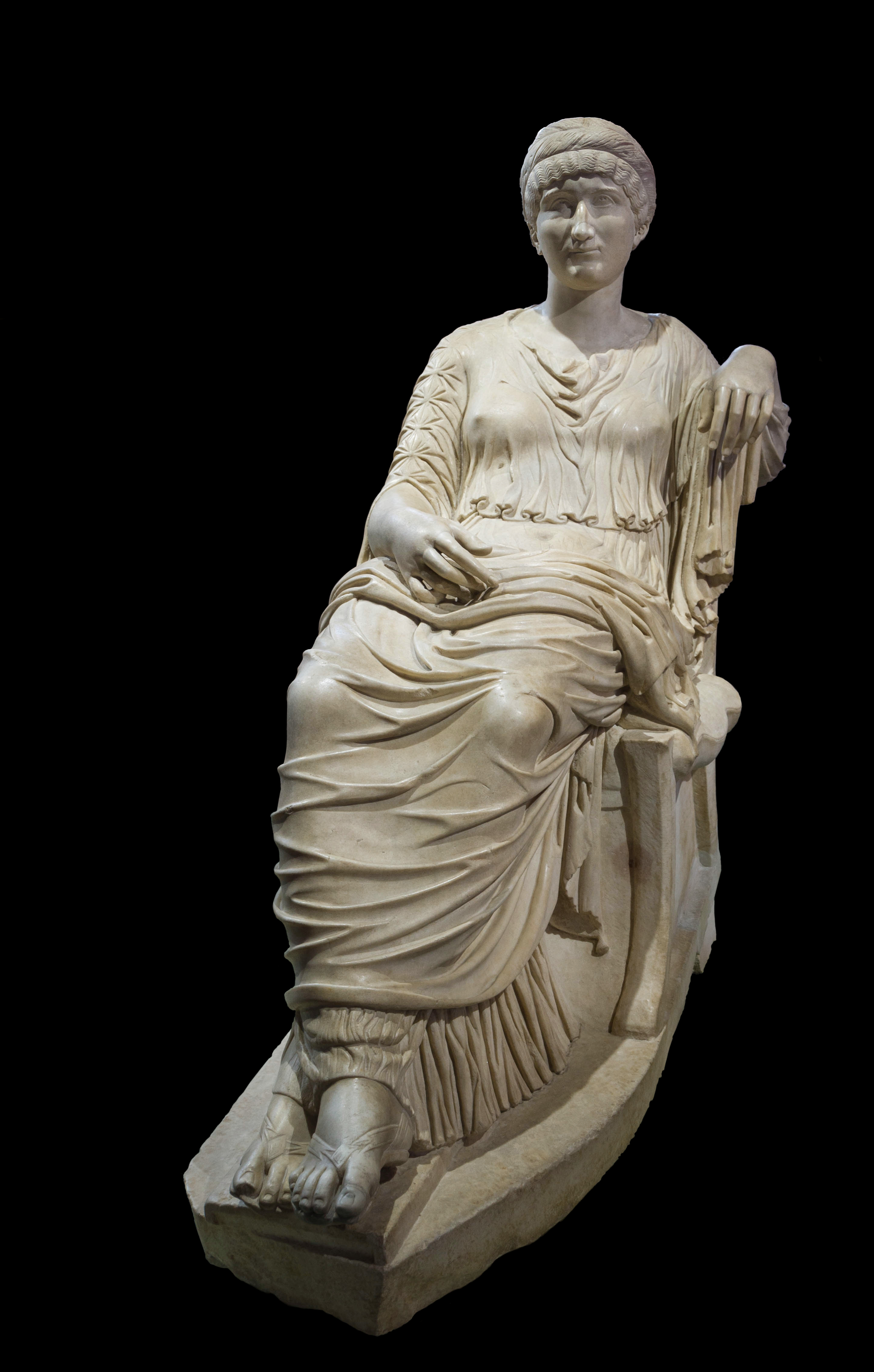
Święta Helena

- Achilles z Larisy (lub Achilles), grecki biskup
- Arnobiusz Starszy, numidyjski apologeta i pisarz
- Guo Mo, chiński generał i watażka
- Święta Helena (Augusta), matka Konstantyna I (wg niektórych źródeł, zmarła w 328)
- Tyridates III (Wielki), król starożytnej Armenii
- Wicyniusz z Sarsiny, chrześcijański biskup
- Zu Yue, chiński generał i watażka